# 臭素酸
臭素酸（しゅうそさん、bromic acid）は臭素のオキソ酸の一種で、化学式 HBrO3 の化合物。
塩素酸に性質が似ている。遊離酸は単離できない。臭素は5価。遊離酸としての臭素酸は臭素酸アルミニウムなどの水溶液に希硫酸を作用させると得られる

## 塩
臭素酸塩は酸化性固体で、危険物第1類。
- 臭素酸アンモニウム (NH4BrO3)
- 臭素酸カリウム (KBrO3)
- 臭素酸ナトリウム (NaBrO3)
- 臭素酸アルミニウム (Al(BrO3)3)

## 安全性
臭素酸には発がん性が認められており、水道水やミネラルウォーター類（殺菌・除菌有）の成分規格では、0.01 mg/L 以下と定められている。